# Ascorhynchus bucerus
Ascorhynchus bucerus är en havsspindelart som beskrevs av Turpaeva, E.P. 1971. Ascorhynchus bucerus ingår i släktet Ascorhynchus och familjen Ammotheidae. Inga underarter finns listade i Catalogue of Life.